# Villa Lamperti

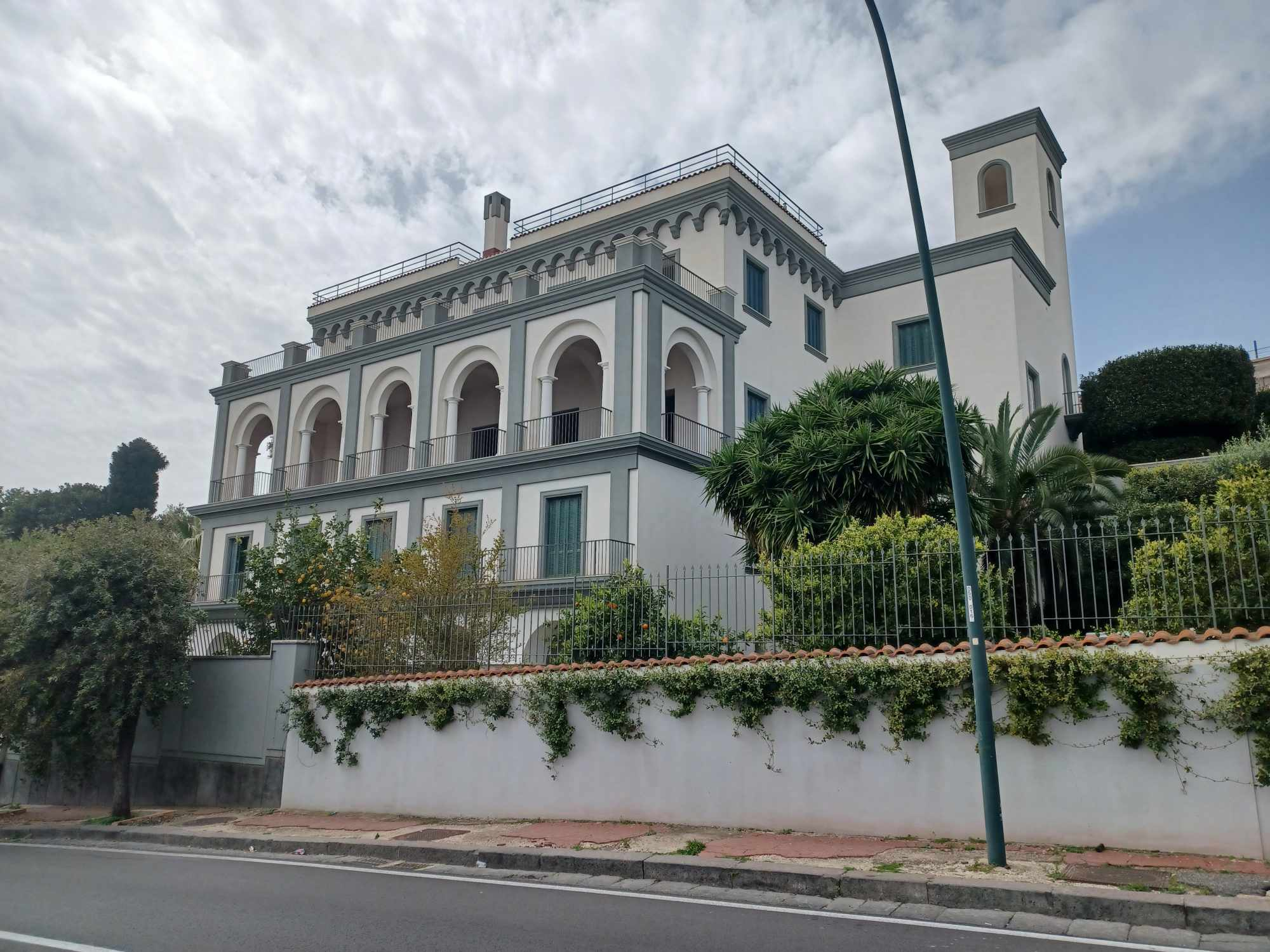
Villa Lampertiv (2025)

Die Villa Lamperti ist ein Landhaus aus dem 17. Jahrhundert im Viertel Posillipo von Neapel in der italienischen Region Kampanien. Sie liegt in der Via Orazio, 121a.

## Geschichte und Beschreibung
Das Landhaus ist bereits in der Ansicht von Alessandro Baratta von 1629 zu sehen. Damals war es vielleicht ein bäuerliches Kloster, wie man vom heute noch vorhandenen Glockenturm ableiten kann. Somit ist es auch in der Karte des Duca di Noja und in der Pianta Schiavoni (Foglio Piedigrotta) von 1878 erkennbar, wo es als „Casa Plassenel“ bezeichnet wird. 1880 kaufte es Paolo Lamperti, dessen Erben es bis 1974 behielten.
Die Villa hat ein Erdgeschoss, vor dem eine Vorhalle liegt, und ein Obergeschoss mit Loggien mit fünf Rundbögen, gerahmt von Säulen. Schließlich wird das wertvolle Traufgesims von hängenden Bögen getragen, die auf Steinkonsolen ruhen.
Heute ist die Villa ein privates Wohnhaus und steht seit 1939 unter dem Schutz der Soprintendenza di Napoli.